# 1000 Forms of Fear
1000 Forms of Fear é o sexto álbum de estúdio da cantora e compositora australiana Sia Furler, lançado a 4 de julho de 2014 através da Monkey Puzzle Records e RCA Records. Logo após um tempo foi lançado a versão Deluxe do álbum apenas para download digital pelas plataformas de streaming de música como iTunes e Google Play Music, esta versão conta com versões live no piano de Chandelier, Elastic Heart e Big Girls Cry além de versões mixadas e remixadas das mesmas totalizando 20 Músicas

## Promoção
Em entrevista para a revista Dazed, Sia explicou que decidiu não mostrar mais o seu rosto em vídeos e divulgações da produção de 1000 Forms of Fear. Para o primeiro single do álbum, "Chandelier", o vídeo foi recriado a partir de uma atuação ao vivo no The Ellen DeGeneres Show, no dia 19 de Maio de 2014, em que Maddie Ziegler dançou em frente ao público e Sia cantou virada para a parede.
| “            | Já tinha um largo conceito para este álbum e como iria apresentá-lo: Eu não quero ser famosa. Se Amy Winehouse tinha o penteado [estilo] "colmeia", então o meu será loiro e curto (blonde bob). Pensei "bem, se esta é a minha marca, como poderei evitar usar o meu rosto para vender alguma coisa', então a minha intenção era criar uma marca "blond bob". Decidi colocar uma pessoa diferente que mexe os lábios enquanto canto ao vivo ou enquanto alguém faz uma dança ou algo diferente enquanto fico de costas para a plateia, como se passou com a Ellen. | ” |
| — Sia Furler | |   |

Sia continuou a divulgação do álbum desta forma no Late Night with Seth Meyers, desta vez com Lena Dunham que executou uma dança expressionista com uma peruca loira, enquanto a cantora interpretava a música de barriga para baixo e deitada numa cama.

## Antecedentes e Início do álbum
1000 Forms of Fear foi, de certa forma, o álbum que impulsionou a cantora ao reconhecimento público, mesmo após ter sido divulgada de propósito por David Guetta em seu Single "Titanium", eram para as cantoras Alicia Keys ou Mary J. Blige participarem da música mas Guetta persistiu em achar outras pessoas mesmo ambas terem recusado o trabalho, então ele acaba reaproveitando a demo de Sia e lançando a música onde Sia apenas descobriu e ficou sabendo no dia de lançamento do teaser da música, e a mesma acabou bombando nas paradas dos Estados Unidos e Europa e ela sem escolha optou por prosseguir na fama, pois ela já havia declarado que iria se aposentar após We Are Born e ter lançado o Greatest hits Best Of… Por ter adotado a estratégia de usar uma peruca mesmo seu cabelo já sendo loiro platinado e esconder sua identidade, ela decide usar bailarinas para "roubar a atenção" durante as suas apresentações então para o seu primeiro single Chandelier, ela convida Maddie Ziegler pela rede social Twitter a participar do seu vídeo clipe e desde então ela juntamente com outras dançarinas participaram dos próximos projetos. [carece de fontes?]

## Alinhamento de faixas
| N.º | Título                   | Compositor(es)                                     | Produtor(es)          | Duração |  |
| 1.  | "Chandelier"             | Sia Furler, Jesse Shatkin                          | Shatkin, Greg Kurstin | 3:36    |  |
| 2.  | "Big Girls Cry"          | Furler, Chris Braide                               | Kurstin               | 3:31    |  |
| 3.  | "Burn the Pages"         | Furler, Kurstin                                    | Kurstin               | 3:16    |  |
| 4.  | "Eye of the Needle"      | Furler, Braide                                     | Kurstin               | 4:09    |  |
| 5.  | "Hostage"                | Furler, Nick Valensi                               | Kurstin               | 2:57    |  |
| 6.  | "Straight for the Knife" | Furler, Justin Parker                              | Kurstin               |         |  |
| 7.  | "Fair Game"              | Furler, Kurstin                                    | Kurstin               | 3:52    |  |
| 8.  | "Elastic Heart"          | Furler, Thomas Pentz, Abel Tesfaye, Andrew Swanson | Diplo, Kurstin (co.)  | 4:18    |  |
| 9.  | "Free the Animal"        | Furler, Kurstin, Jasper Leak                       | Kurstin               | 4:26    |  |
| 10. | "Fire Meet Gasoline"     | Furler, Sam Dixon, Kurstin                         | Kurstin               | 4:02    |  |
| 11. | "Cellophane"             | Furler, Kurstin                                    | Kurstin               | 4:27    |  |
| 12. | "Dressed in Black"       | Furler, Kurstin, Grant Michaels                    | Kurstin               | 6:40    |  |

## Desempenho nas tabelas musicais

### Posições
| Tabela musical (2014)               | Melhor posição |
| ----------------------------------- | -------------- |
| Alemanha - Media Control Charts     | 30             |
| Austrália - ARIA Albums Chart       | 1              |
| Áustria - Ö3 Austria Top 40         | 19             |
| Bélgica - Ultratop 50 (Flandres)    | 34             |
| Bélgica - Ultratop 50 (Valónia)     | 10             |
| Canadá - Canadian Albums            | 1              |
| Dinamarca - Tracklisten             | 5              |
| Escócia - Scottish Albums Chart     | 12             |
| Espanha - PROMUSICAE                | 31             |
| Estados Unidos - Billboard 200      | 1              |
| Finlândia - Suomen virallinen lista | 9              |
| França - SNEP                       | 8              |
| Irlanda - IRMA                      | 19             |
| Itália - FIMI                       | 78             |
| Noruega - VG-lista                  | 2              |
| Nova Zelândia - NZ Top 40 Albums    | 4              |
| Países Baixos - Mega Album Top 100  | 22             |
| Polónia - ZPAV                      | 44             |
| Reino Unido - UK Albums Chart       | 5              |
| Suécia - Sverigetopplistan          | 25             |
| Suíça - Schweizer Hitparade         | 4              |

## Histórico de lançamento
| País           | Data               | Formato(s)                  | Editora discográfica |
| -------------- | ------------------ | --------------------------- | -------------------- |
| Austrália      | 4 de Julho de 2014 | CD, descarga digital, vinil | Monkey Puzzle, RCA   |
| Reino Unido    | 6 de Julho de 2014 | CD, descarga digital, vinil | Monkey Puzzle, RCA   |
| Portugal       | 7 de Julho de 2014 | CD, descarga digital, vinil | Monkey Puzzle, RCA   |
| Estados Unidos | 8 de Julho de 2014 | CD, descarga digital, vinil | Monkey Puzzle, RCA   |